# A Precious Little Thing Called Love
A Precious Little Thing Called Love ist ein Popsong, den J. Fred Coots (Musik) und Lou Davis (Text) verfassten und 1930 veröffentlichten.

## Hintergrund
Coots und Davis schrieben A Precious Little Thing Called Love als Erkennungsmelodie für den Gary-Cooper-Film Liebeslüge (1928), in dem ihn Nancy Carroll vorstellte. Die erste Strophe des Lieds lautet:

“When my heart misses a beat,

At some footsteps on the street,

It’s a precious little thing called ‘Love.’

When you don’t mind staying alone,

’Cause you know Miss will phone,

’Tis a precious little thing called ‘Love’.”

## Erste Aufnahmen und spätere Coverversionen
In den Vereinigten Staaten wurde der Filmsong durch die Coverversion von George Olsen und seinem Orchester mit der Bandsängerin Ethel Shutta (Olsens Ehefrau) populär (#1). Erfolgreich mit dem Song waren auch die Ipana Troubadours (#12), das Gesangsduo Johnny Marvin/Ed Smalle (#16). Julia Sanderson und Frank Crumit sangen  A Precious Little Thing Called Love in dem Vitaphone-Musikfilm Words of Love (1929). Zu den Musikern, die den Song ab Ende 1923 coverten, gehörten Annette Hanshaw & The New England Yankees (Harmony, u. a. mit Tommy Dorsey, Charlie Butterfield, Jimmy Dorsey), das Sam Lanin Orchestra, Jess Stafford & his Orchestra (Brunswick 4249), die McKinney’s Cotton Pickers, Bert Ambrose and His Orchestra (mit Phil Neely, Gesang), Jack Hylton and His Orchestra (mit Sam Browne, Gesang), Rose Murphy, Ellis Stratakos and His Hotel Jung Orchestra (Vocalion), Milt Shaw and his Detroiters (OKeh) und die California Ramblers (Edison, mit Ed Kirkeby, Gesang). In Berlin spielte ihn Theo Mackeben mit seinem Jazz-Orchester für Ultraphon ein, in London Bert Ambrose und Philip Lewis. Der Diskograf Tom Lord listet im Bereich des Jazz insgesamt 13 (Stand 2016) Coverversionen.